# Туманский, Александр Григорьевич
Александр Григорьевич Туманский (23.06.1861—01.12.1920) — генерал-майор русской императорской армии из рода Туманских. Известен главный образом как военный переводчик и востоковед.

## Биография
Образование получилв 1-й Варшавской гимназии и Михайловском артиллерийском училище. В 1880—1891 годах — офицер Российской императорской гвардии. Военно-востоковедное образование получил на Офицерских курсах восточных языков при Азиатском департаменте МИД (1888-1891), изучал арабский, турецкий и персидский языки. 
В 1891—1895 годах служил в Закаспийской области. В 1894 году исследовал коммуникации Персии. В 1900—1905 годах служил в качестве вице-консула в Ване (Турция), исполняя обязанности негласного военного агента. С 1905 г. состоял в распоряжении Наместника на Кавказе. В 1908 и 1909 годах вновь находился в Персии.
В 1911 году был назначен заведующим подготовительной офицерской  школы восточных языков Кавказского военного командования в Тифлисе, читал лекции по арабскому языку. По словам И. Ю. Крачковского, «Туманский был одним из редких востоковедов по призванию, а не по профессии».
Ушёл в отставку с военной службы в марте 1917 года в звании генерал-майора. Он покинул Россию после Октябрьской революции в 1917 году и умер в Константинополе (ныне Стамбуле) 1 декабря 1920 года.

## Научная деятельность
Туманский является одним из первых открывших для русскоязычных исследователей и читателей сведения о бабитском движении в Персии в середине XIX века и о первых Бахаи на Востоке. Он нашел и перевел на русский язык (1899) «Китаб-и-Агдас» Бахауллы. Сейчас книга «Китаб-и-Агдас» общедоступна, в то время это было эпохальное открытие. Во время своих исследований бабитского движения Туманский вел переписку с Э. Г. Брауном через барона В. Р. Розена.
Другое его значительное открытие — находка утраченной работы Улугбека и перевод из неё древней рукописи, озаглавленной «Оулуз-и-арбаха», часть из которого «Худуд аль-алам» была опубликована в 1930 и в 1937. Обращает на себя внимание его книга «Военное искусство древних арабов» (1897).